# Правительство Марчука
В статье даются сведения о составе Кабинета Министров Украины под председательством Евгения Марчука, действовавшего в июне 1995 года — мае 1996 года.
В соответствии со статьей 116 Конституции Украины от 20 апреля 1978 года (в редакции Закона Украины от 27 октября 1992 г. № 2734-XII) в состав Кабинета Министров Украины входили Премьер-министр Украины, Первый вице-Премьер-министр, вице-Премьер-министры Украины, министры Украины, Министр Кабинета Министров Украины, председатели Службы безопасности Украины, Правления Национального банка Украины, Фонда государственного имущества Украины, Антимонопольного комитета Украины, Государственного комитета по делам охраны государственной границы Украины и Государственного таможенного комитета Украины.

## Состав Кабинета Министров
После даты назначения или освобождения от должности членов Кабинета Министров стоит номер соответствующего Указа Президента Украины. Члены Кабинета Министров, даты освобождения от должности которых не указаны, действовали на момент отставки правительства и были переназначены на эти же должности в новом составе Кабинета Министров.
Члены правительства расположены в списке в хронологическом порядке по дате их назначения или включения в состав правительства.
- Марчук Евгений Кириллович — Премьер-министр Украины (8 июня 1995 г., № 433/95 — 27 мая 1996 г., № 378/96)
- Завада Александр Леонидович — Председатель Антимонопольного комитета Украины (назначен Постановлением Верховной Рады Украины от 1 октября 1992 г. № 2653-XII)
- Ющенко Виктор Андреевич — Председатель Правления Национального банка Украины (назначен Постановлением Верховной Рады Украины от 26 января 1993 г. № 2930-XII)
- Дурдинец Василий Васильевич — вице-Премьер-министр Украины по вопросам государственной безопасности и чрезвычайных ситуаций (3 июля 1995 г., № 511/95 — 18 июня 1996 г., № 439/96)
- Кинах Анатолий Кириллович — вице-Премьер-министр Украины по вопросам промышленной политики (3 июля 1995 г., № 512/95 — 21 сентября 1996 г., № 863/96)
- Курас Иван Федорович — вице-Премьер-министр Украины по вопросам гуманитарной политики (с 3 июля 1995 г., № 513/95)
- Саблук Петр Трофимович — вице-Премьер-министр Украины по вопросам агропромышленного комплекса (3 июля 1995 г., № 514/95 — 16 марта 1996 г., № 193/96)
- Шпек Роман Васильевич — вице-Премьер-министр Украины по вопросам экономики (3 июля 1995 г., № 515/95 — 2 июля 1996 г., № 492/96)
- Борисенко Николай Иванович — Министр статистики Украины (3 июля 1995 г., № 516/95 — 8 августа 1996 г., № 684/96)
- Германчук Петр Кузьмич — Министр финансов Украины (3 июля 1995 г., № 517/95 — 18 июня 1996 г., № 441/96)
- Гуреев Василий Николаевич — Министр экономики Украины (с 3 июля 1995 г., № 518/95)
- Данкевич Иван Петрович — Министр транспорта Украины (с 3 июля 1995 г., № 519/95)
- Ершов Аркадий Витальевич — Министр социальной защиты населения Украины (3 июля 1995 г., № 520/95 — 8 августа 1996 г., № 685/96)
- Згуровский Михаил Захарович — Министр образования Украины (с 3 июля 1995 г., № 521/95)
- Короленко Евгений Сергеевич — Министр здравоохранения Украины (3 июля 1995 г., № 522/95 — 13 июля 1996 г., № 558/96)
- Костенко Юрий Иванович — Министр охраны окружающей природной среды и ядерной безопасности Украины (с 3 июля 1995 г., № 523/95)
- Кравченко Юрий Федорович — Министр внутренних дел Украины (с 3 июля 1995 г., № 524/95)
- Мазур Валерий Леонидович — Министр промышленности Украины (с 3 июля 1995 г., № 525/95)
- Осыка Сергей Григорьевич — Министр внешних экономических связей и торговли Украины (с 3 июля 1995 г., № 526/95)
- Полтавец Виктор Иванович — Министр угольной промышленности Украины (3 июля 1995 г., № 527/95 — 1 декабря 1995 г., № 1105/95)
- Пустовойтенко Валерий Павлович — Министр Кабинета Министров Украины (с 3 июля 1995 г., № 528/95)
- Самоплавский Валерий Иванович — Министр лесного хозяйства Украины (с 3 июля 1995 г., № 529/95)
- Удовенко Геннадий Иосифович — Министр иностранных дел Украины (с 3 июля 1995 г., № 530/95)
- Шведенко Николай Николаевич — Министр рыбного хозяйства Украины (с 3 июля 1995 г., № 531/95)
- Шеберстов Алексей Николаевич — Министр энергетики и электрификации Украины (3 июля 1995 г., № 532/95 — 13 июня 1996 г., № 423/96)
- Шмаров Валерий Николаевич — Министр обороны Украины (3 июля 1995 г., № 533/95 — 8 июля 1996 г., № 520/96)
- Радченко Владимир Иванович — Председатель Службы безопасности Украины (с 3 июля 1995 г., № 534/95)
- Ехануров Юрий Иванович — Председатель Фонда государственного имущества Украины (с 3 июля 1995 г., № 535/95)
- Онуфрийчук Михаил Яковлевич — Министр Украины по делам прессы и информации (11 июля 1995 г., № 591/95 — Указом Президента Украины от 26 июля 1996 г. № 596/96 Министерство Украины по делам прессы и информации упразднено)
- Деркач Леонид Васильевич — Председатель Государственного таможенного комитета Украины (с 20 июля 1995 г., № 633/95)
- Евтухов Василий Иванович — вице-Премьер-министр Украины по вопросам топливно-энергетического комплекса (26 июля 1995 г., № 664/95 — 8 июля 1996 г., № 521/96)
- Каскевич Михаил Григорьевич — Министр труда Украины (26 июля 1995 г., № 665/95 — 8 августа 1996 г., № 692/96)
- Пинзеник Виктор Михайлович — вице-Премьер-министр Украины по вопросам экономической реформы (с 3 августа 1995 г., № 691/95)
- Гайдуцкий Павел Иванович — Министр сельского хозяйства и продовольствия Украины (3 августа 1995 г., № 692/95 — 11 июня 1996 г., № 411/96)
- Ефремов Валерий Павлович — Министр связи Украины (3 августа 1995 г., № 693/95 — 8 августа 1996 г., № 693/96)
- Малев Валерий Иванович — Министр машиностроения, военно-промышленного комплекса и конверсии Украины (с 3 августа 1995 г., № 694/95)
- Банных Виктор Иванович — Председатель Государственного комитета по делам охраны государственной границы Украины — Командующий Пограничными войсками Украины (с 3 августа 1995 г., № 696/95)
- Лазаренко Павел Иванович — Первый вице-Премьер-министр Украины (5 сентября 1995 г., № 818/95 — 28 мая 1996 г., № 382/96)
- Остапенко Дмитрий Иванович — Министр культуры и искусств Украины (с 26 сентября 1995 г., № 883/95)
- Головатый Сергей Петрович — Министр юстиции Украины (с 27 сентября 1995 г., № 886/95)
- Борзов Валерий Филиппович — Министр Украины по делам молодежи и спорта (10 октября 1995 г., № 935/95 — 20 августа 1996 г., № 716/96)
- Поляков Сергей Васильевич — Министр угольной промышленности Украины (с 1 декабря 1995 г., № 1106/95)
- Евтух Владимир Борисович — Министр Украины по делам национальностей и миграции (26 декабря 1995 г., № 1177/95 — Указом Президента Украины от 26 июля 1996 г. № 596/96 Министерство Украины по делам национальностей и миграции упразднено)
- Холоша Владимир Иванович — Министр Украины по делам защиты населения от последствий аварии на Чернобыльской АЭС (5 января 1996 г., № 27/96 — Указом Президента Украины от 26 июля 1996 г. № 596/96 Министерство Украины по делам защиты населения от последствий аварии на Чернобыльской АЭС упразднено)
- Емец Александр Иванович — вице-Премьер-министр Украины по политико-правовым вопросам (29 марта 1996 г., № 222/96 — 14 августа 1996 г., № 699/96)
- Зубец Михаил Васильевич — вице-Премьер-министр Украины по вопросам агропромышленного комплекса (с 29 марта 1996 г., № 223/96)